# 피카르디
피카르디(프랑스어: Picardie)는 프랑스 북부에 위치한 레지옹으로 중심 도시는 아미앵이며 면적은 19,399km2, 인구는 1,890,000명(2007년 기준)이다.
북쪽으로는 노르파드칼레, 동쪽으로는 샹파뉴아르덴(현재의 그랑테스트), 남쪽으로는 일드프랑스, 서쪽으로는 오트노르망디(현재의 노르망디), 북서쪽으로는 영국 해협과 접한다. 3개 주(솜주, 엔주, 우아즈주)를 관할한다. 2016년 1월 1일을 기해 시행된 레지옹 개편에 따라 노르파드칼레와 피카르디가 오드프랑스(옛 이름 노르파드칼레피카르디)로 합병되었다.
현대의 피카르디는 과거 프로뱅스 피카르디보다 더 큰 편인데 현재의 앵주 남부와 우아즈주의 대부분은 역사적으로 일드프랑스에 속해 있었으며 솜주와 앵 주 북부만이 전통적으로 피카르디로 간주되었다. 역사적인 피카르디는 그 자체만으로 레지옹을 형성하기가 너무 작다고 간주되어 프랑스 정부는 일드프랑스의 북부 지역들을 피카르디에 포함시켰다. 이 때문에 우아즈의 남부에 거주하는 주민들은 아직까지도 일드프랑스로 통근하며 파리 대도시권의 일부를 이루고 있다.

## 문화
역사적으로 일드프랑스의 일부였던 남부를 제외한 피카르디의 나머지 지역에서는 지역어인 피카르디어를 사용한다.